# Rudolf Hess
Rudolf Walter Richard Hess (ou Heß) (Alexandria, 26 de abril de 1894 – Berlim, 17 de agosto de 1987), foi um político de destaque da Alemanha Nazi. Nomeado Vice do Führer (Stellvertreter des Führers, em alemão) por Adolf Hitler em 1933, prestou serviço neste cargo até 1941, quando viajou de avião, sozinho, para a Escócia, numa tentativa de negociar a paz com o Reino Unido durante a Segunda Guerra Mundial. Foi detido e, posteriormente, julgado por crimes de guerra, sendo condenado a prisão perpétua.
Hess alistou-se no 7.º Regimento de Artilharia Terrestre da Baviera no início da Primeira Guerra Mundial. Foi ferido por diversas vezes e recebeu a Cruz de Ferro de segunda classe, em 1915. Pouco antes da guerra terminar, Hess matriculou-se na força aérea como piloto-aviador, mas não chegou a combater. Deixou as forças armadas em dezembro de 1918 com a patente de Leutnant der Reserve (Tenente de Reserva).
No outono de 1919, Hess entrou para a Universidade de Munique, onde estudou geopolítica com Karl Haushofer, um proponente do conceito de Lebensraum ("espaço vital"), que mais tarde se tornaria um dos pilares da ideologia do Partido Nazi. Hess juntou-se ao NSDAP em 1 de julho de 1920, e esteve ao lado de Hitler em 8 de novembro de 1923 no Putsch da Cervejaria, uma tentativa falhada dos nazis de tomarem o controlo do governo alemão. Durante o tempo na prisão de Landsberg devido ao golpe, Hess ajudou Hitler a escrever a sua obra Mein Kampf, que se tornou em uma das fundações da plataforma política do NSDAP. Depois da tomada de poder nazi em 1933, Hess foi designado para Vice-Führer do NSDAP, e recebeu um cargo no gabinete de Hitler. Passou a ser o terceiro homem mais poderoso da Alemanha, atrás de Hitler e Hermann Göring. Para além de aparecer em manifestações e palestras em nome dele, Hess redigiu grande parte da legislação, incluindo as Leis de Nuremberg de 1935, as quais retiravam os direitos dos judeus na Alemanha, e que estiveram na origem do Holocausto.
Hess continuou o seu interesse na aviação, e aprendeu a pilotar os mais modernos aviões que estavam a ser desenvolvidos no início da Segunda Guerra Mundial. Em 10 de maio de 1941, voou sozinho para a Escócia, onde esperava reunir-se com Douglas-Hamilton, o qual ele pensava fazer parte da oposição ao governo britânico, para falar sobre acordos de paz. Hess foi preso de imediato à sua chegada, e detido sob custódia britânica até ao final da guerra, voltando à Alemanha para ser julgado nos Julgamentos de Nuremberg, em 1946. Durante uma grande parte do julgamento, alegou sofrer de amnésia, mas, mais tarde, admitiu tratar-se de um estratagema. Hess foi condenado a prisão perpétua por crimes contra a paz, e foi transferido para a Prisão de Spandau. A sua família e destacados políticos alemães, tentaram que fosse libertado mais cedo, mas foram impedidos pela União Soviética. Morreu em 1987, em Spandau, com 93 anos de idade, em circunstâncias não totalmente esclarecidas. Após a sua morte, a prisão foi demolida para evitar que se tornasse um local de culto neo-nazi.

## Primeiros anos
Hess, o mais velho de três irmãos, nasceu em 26 de abril de 1894 em Alexandria, Egipto, no seio de uma família de etnia alemã O seu pai, Fritz Hess, era um próspero comerciante da Baviera, e a sua mãe chamava-se Clara Münch. O seu irmão, Alfred, nasceu em 1897, e a sua irmã, Margarete, em 1908. A família Hess vivia numa villa na costa egípcia perto de Alexandria, e passaram a ir à Alemanha frequentemente a partir de 1900, ficando na sua casa de Verão em Reicholdsgrün (actualmente parte de Kirchenlamitz) nas montanhas Fichtel. Hess frequentou uma escola protestante de língua alemã em Alexandria entre 1900 e 1908, indo, depois, estudar para a Alemanha para um colégio interno em Bad Godesberg. Demonstrou uma aptidão para ciências e matemática, mas o seu pai queria que ele seguisse o negócio da família, Hess & Co., e então enviou-o, em 1911, para estudar na École supérieure de commerce em Neuchâtel, Suíça. Depois de um ano lá, Hess frequentou um curso para aprendiz numa empresa comercial em Hamburgo.

## Primeira Guerra Mundial

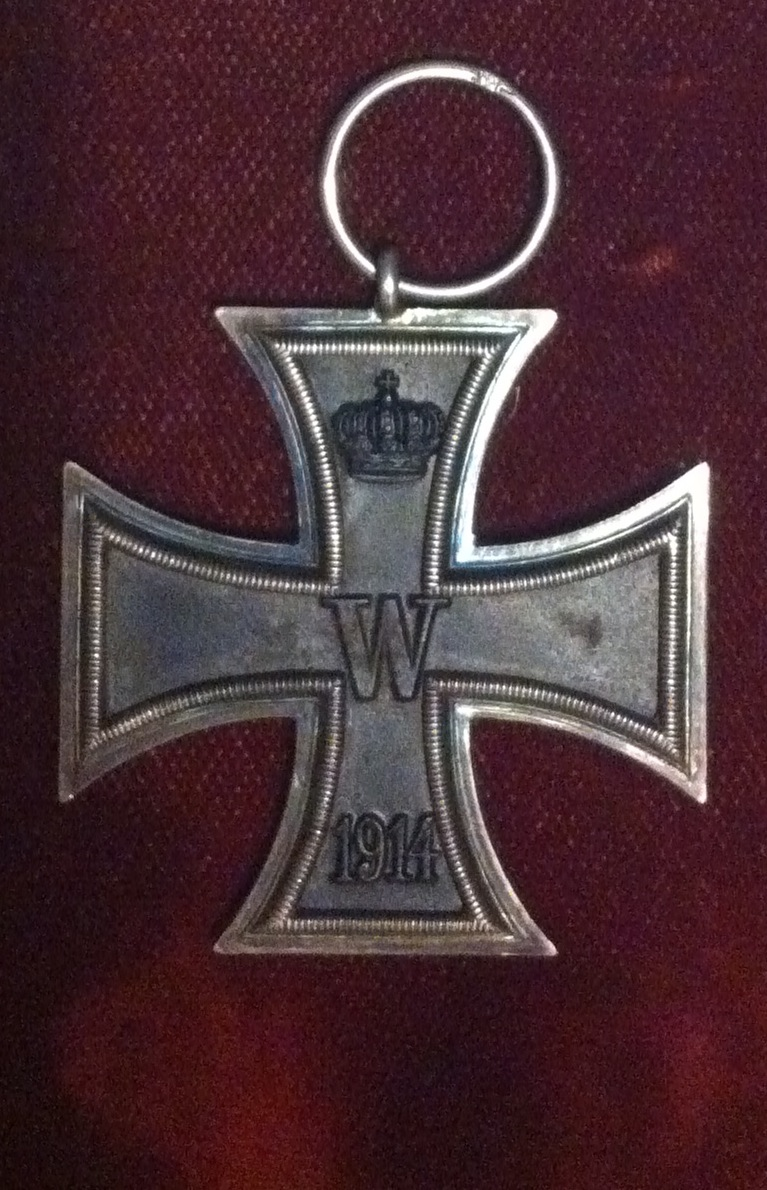
Cruz de Ferro de 2.ª Classe de Rudolf Hess recebida na Primeira Guerra Mundial. Foi confiscada pela Real Artilharia Canadiana quando Hess foi detido na Escócia. Museu do Exército, Citadel Hill, Halifax.

Poucas semanas depois da Primeira Guerra Mundial ter começado, Hess alistou-se no 7.º Regimento de Artilharia Terrestre bávaro. A sua primeira experiência de guerra foi contra os britânicos no Somme; Hess esteve presente na Primeira Batalha de Ypres. Em 9 de novembro de 1914, Hess foi transferido para o 1.º Regimento de Infantaria, estacionado perto de Arras. Recebeu a Cruz de Ferro de 2.ª Classe e foi promovido a Gefreiter (cabo) em abril de 1915. Depois de receber treino na Área de Treino de Munster, foi promovido a Vizefeldwebel (oficial sénior não-comissionado) e recebeu a Cruz de Mérito Militar bávara. No regresso às linhas da frente em novembro, combateu em Artois, em particular na batalha pra a tomada da cidade de Neuville-Saint-Vaast. Depois de dois meses sem combater devido a uma infecção na garganta, Hess participou na Batalha de Verdun em maio, sendo atingido por estilhaços na mão e braço esquerdos, em 12 de junho de 1916, numa acção perto da aldeia de Thiaumont. Após uma interrupção de um mês para recuperar, foi enviado de novo, para a zona de Verdun, onde permaneceu até dezembro.
Hess foi promovido a chefe de pelotão da 10.ª Companhia do 18.º Regimento de Infantaria de Reserva bávaro, que estava colocado na Roménia. Em 23 de julho e, de novo, em 8 de agosto de 1917 voltou a ser ferido; da primeira vez devido a um fragmento de um projéctil que estava no chão, no braço esquerdo, e, na segunda, devido a uma bala, no torso, perto da axila, que saiu junto da coluna. Em 20 de agosto, já se encontrava o suficientemente bem para viajar, e foi enviado para um hospital na Hungria, regressando, tempo depois, a Alemanha, onde esteve a recuperar num hospital em Meissen. Em outubro, foi promovido a Leutnant der Reserve e foi-lhe recomendada, sem, no entanto a receber, a Cruz de Ferro de 1.ª Classe. A pedido do seu pai, Hess foi transferido para um hospital perto de casa, chegando a Alexandersbad em 25 de outubro.
Enquanto convalescia, Hess solicitou autorização para treinar para piloto de aeronaves, e, após uma licença no período do Natal com a sua família, partiu para Munique. Recebeu treino básico em Oberschleißheim e na Base Aérea de Lechfeld entre março e junho de 1918, e treino avançado em Valenciennes, França, em outubro. Em 14 de outubro entrou para a Jagdstaffel 35b, um esquadrão de caças bávaro equipado com biplanos Fokker D.VII. Durante o serviço neste esquadrão, não chegou a entrar em acção pois a guerra terminou em 11 de novembro de 1918.

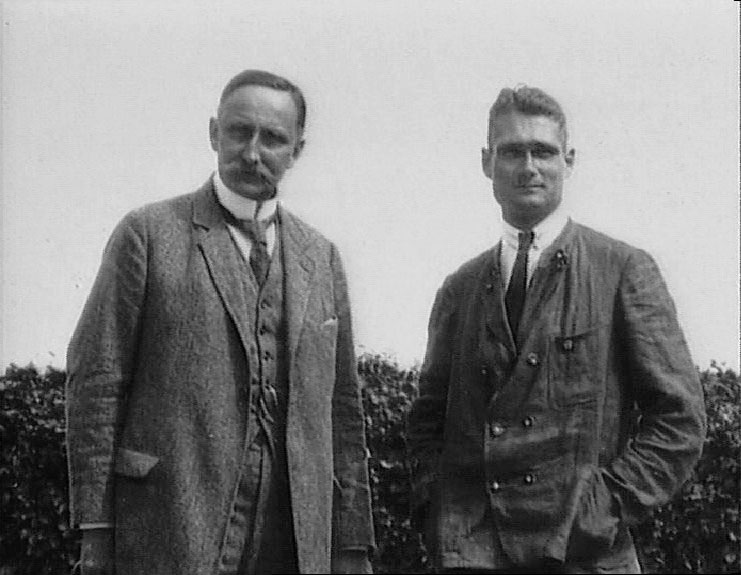
Hess (à direita) com o seu professor de geopolítica, Karl Haushofer, c. 1920

Hess foi dispensado das forças armadas em dezembro de 1918. A situação financeira da família sofreu um forte revés, pois os seus negócios no Egipto foram expropriados pelos britânicos. Hess entrou para a Sociedade Thule, um grupo Völkisch anti-semita de extrema-direita, e um Freikorps, uma de muitas organizações paramilitares de voluntários activas na Alemanha na altura. A Baviera testemunhou conflitos frequentes, muitos deles sangrentos, entre grupos de extrema-direita como os Freikorps e forças de esquerda, numa luta pelo controlo do estado durante este período. Na Primavera de 1919, Hess era um daqueles que participava em combates de rua, e liderava um grupo que distribuía milhares de panfletos anti-semitas em Munique.
Em 1919, Hess entrou para a Universidade de Munique, onde estudou História e Economia. O seu professor de geopolítica era Karl Haushofer, um dos proponentes do conceito de Lebensraum ("espaço vital"), o qual Haushofer citava para justificar a proposta de que a Alemanha devia forçosamente conquistar territórios adicionais na Europa de Leste. Mais tarde, Hess apresentou este conceito a Adolf Hitler, tornando-se um dos pilares da ideologia do Partido Nazi (NSDAP). Hess ficou amigo de Haushofer e do seu filho Albrecht, um teórico e conferencista.
Ilse Pröhl, uma amiga estudante da universidade, cruzou-se com Hess em abril de 1920 quando estavam os dois a procurar um quarto para arrendar na mesma casa. Em 20 de dezembro de 1927 casaram-se, e o seu filho Wolf Rüdiger Hess nasceu dez anos mais tarde, em 1937.

## Relacionamento com Hitler
Depois de ouvir, pela primeira vez, o líder do NSDAP, Hitler, a discursar, em 1920 num comício em Munique, Hess tornou-se completamente devoto ao líder. Ambos acreditavam no mito da facada nas costas, a ideia de que a derrota da Alemanha na Primeira Guerra Mundial foi causada por uma conspiração de judeus e bolcheviques e não propriamente uma derrota militar. Hess entrou para o NSDAP em 1 de julho com o número 16. À medida que o partido ia crescendo, a realizar comícios e reuniões em cervejarias de maior dimensão em Munique, Hess concentrou a sua atenção na obtenção de fundos e nas actividades organizacionais. Em 4 de novembro de 1921, ficou ferido, enquanto protegia Hitler, quando uma bomba, colocada por um grupo marxista na Hofbräuhaus explodiu durante uma reunião do partido. Hess entrou para as Sturmabteilung (SA) em 1922 e ajudou a organizar e a recrutar os primeiros membros.
Entretanto, os problemas económicos continuaram; a hiperinflação causou a derrocada de diversas fortunas. Quando o governo alemão começou a ficar incapaz de pagar as indenizações de guerra, e as forças francesas ocuparam as zonas industriais na região do Ruh, em janeiro de 1923, o resultado foi a agitação popular. Hitler decidiu que era a altura certa para tomar o controlo do governo com um golpe-de-estado do mesmo tipo daquele feito por Benito Mussolini em 1922, a Marcha sobre Roma. Hess estava com Hitler na noite de 8 de novembro de 1923 quando as SA irromperam numa reunião pública organizada pelo governador da Baviera, o Staatskommissar (comissário do estado) Gustav von Kahr, na Bürgerbräukeller, uma grande cervejaria de Munique. Com uma pistola na mão, Hitler interrompeu o discurso de Kahr e anunciou que a revolução nacional tinha começado, declarando a formação de um novo governo com o general Erich Ludendorff, militar destacado na Primeira Guerra Mundial. No dia seguinte, Hitler e vários milhares de apoiantes tentaram dirigir-se para o Ministério da Guerra no centro da cidade. O tiroteio começou entre os nazis e a polícia: 14 revoltosos e quatro policiais foram mortos. Hitler foi detido em 11 de novembro.
Hess e alguns homens das SA fizeram reféns alguns dignitários na noite de 8 de novembro, levando-os para uma casa a cerca de 50 km de Munique. Quando Hess saiu por breves instantes para fazer um telefonema, no dia seguinte, os homens convenceram o motorista a ajudá-los a fugir. Hess, sem saber o que fazer, telefonou a Ilse Pröhl, que lhe levou uma bicicleta para que ele pudesse regressar a Munique. Passou então um tempo com os Haushofer e depois fugiu para a Áustria, mas eles convenceram-no a voltar. Hess foi preso e condenado a 18 meses de prisão pelo seu papel na tentava de golpe-de-estado que, mais tarde, ficou conhecido como Putsch da Cervejaria. Hitler foi condenado a cinco anos de prisão, e o NSDAP e a SA foram ilegalizadas.

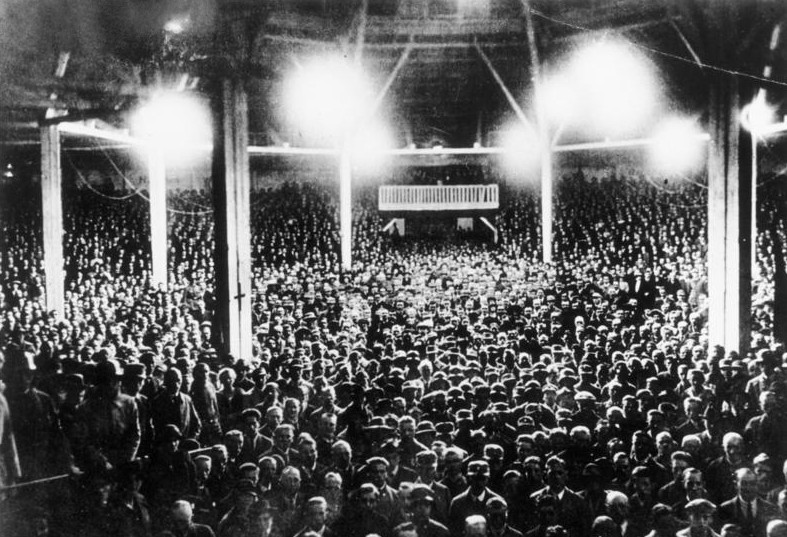
Hitler discursa num comício do partido em Munique, 1925

Ambos homens foram para a Prisão de Landsberg, onde Hitler começou a escrever as suas memórias, Mein Kampf ("A Minha Luta"), a qual ele ditava a Hess e a Emil Maurice, também detido. Comercializado pelo editor Max Amann, Hess e outros, o trabalho foi publicado em duas partes em 1925 e 1926. Mais tarde seria publicado num único volume, que se tornaria um best-seller após 1930. Este livro, com a sua mensagem anti-semita, tornou-se tornou-se no pilar fundamental da plataforma política do NSDAP.
Hitler foi libertado, condicionalmente, em 20 de dezembro de 1924 e Hess dez dias depois. A ilegalização do NSDAP e da SA foi levantada em fevereiro de 1925, e o partido ascendeu a 100 000 membros em 1928 e a 150 000 em 1929. Nas eleições de 1928, o partido obteve apenas 2,6% dos votos, mas o apoio da população foi subindo até à tomada do poder em 1933.
Hitler nomeou Hess seu secretário pessoal em abril de 1925 com um salário de 500 Reichsmark por mês, e escolheu-o para seu ajudante pessoal em 20 de julho de 1929. Hess acompanhava Hitler quando este discursava por todo o país e passou a ser o seu amigo e confidente. Em dezembro de 1932, Hess foi nomeado Comissário Central Político do partido.
Continuando no seu interesse pela aviação após o fim da sua carreira militar activa, Hess obteve a licença de piloto privado em 4 de abril de 1929. O seu instrutor foi o ás da aviação da Primeira Guerra Mundial Theodor Croneiss. Em 1930, Hess adquiriu um BFW M.23b mono-plano patrocinado pelo jornal do partido, o Völkischer Beobachter. Nos inícios da década de 1930, adquiriu ainda mais dois Messerschmitt, realizando várias horas de voo e tornando-se especialista em aeronaves ligeiras de motor único.

## Vice do Führer

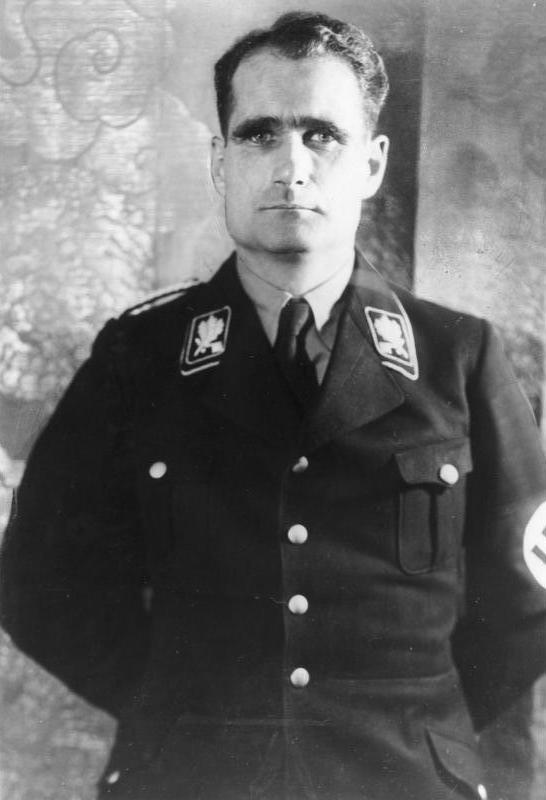
Rudolf Hess em 1935

No dia 30 de janeiro de 1933, Hitler foi nomeado Chanceler do Reich, o seu primeiro passo para alcançar o controlo ditatorial da Alemanha. Hess foi nomeado Vice-Führer do NSDAP em 21 de abril, tendo recebido o cargo de Ministro do Reich sem pasta, em 1 de dezembro. Com escritórios na Casa Castanha em Munique e outro em Berlim, Hess era responsável por vários departamentos, incluindo o das relações com o exterior, finanças, saúde, educação e leis. Toda a legislação passava pelo seu gabinete para aprovação, excepto a que dizia respeito ao exército, polícia e política externa, e elaborava e co-assinava muitos dos decretos de Hitler. Como organizador dos comícios anuais de Nuremberga, era ele que habitualmente fazia o discurso de abertura e apresentava Hitler. Hess também falava através da rádio e em comícios por todo o país, de tal forma frequentemente que os discursos foram compilados num livro em 1938. Hess agia como vice de Hitler em negociações com empresários e membros das classes mais abastadas. Como Hess tinha nascido fora da Alemanha, Hitler escolheu-o para supervisionar os grupos do NSDAP, como o NSDAP/AO, responsáveis pelos membros do partido a viver em outros países. Hitler instruiu Hess a rever todas as decisões dos tribunais relacionadas com pessoas consideradas inimigas do partido. Recebeu autorização para aumentar as condenações de todos aqueles que ele achasse que tinham recebido condenações "ligeiras", e também tinha o poder para tomar "acções implacáveis" que ele visse serem necessárias. Aquelas acções passavam, muitas vezes, por enviar a pessoa para um campo de concentração ou mandá-la fuzilar. Hess recebeu o posto de Obergruppenführer nas Schutzstaffel (SS) em 1934, o segundo posto mais alto na hierarquia da organização.

Estandarte do veículo de Hess enquanto no cargo de Vice do Führer

O regime nazi começou a sua perseguição aos judeus pouco depois da chegada ao poder. O gabinete de Hess foi parcialmente responsável por elaborar as Leis de Nuremberga de 1935, leis estas que tinham sérias implicações para os judeus da Alemanha, proibindo o casamento entre não-judeus e judeus alemães e retirando a cidadania alemã aos não-arianos. O amigo e família de um amigo de Hess, Karl Haushofer, ficaram sujeitos a esta lei pois Haushofer tinha casado com uma mulher meia-judia, situação que Hess resolveu emitindo documentos isentando-os desta legislação.
Hess não construiu uma base de poder nem sequer juntou seguidores à sua volta. Era motivado pela sua lealdade a Hitler e a um desejo de lhe ser útil; não procurava poder ou prestígio nem tirava partido da sua posição para enriquecer. Vivia numa casa modesta em Munique. Embora Hess tivesse menos influência do que outros membros de topo do NSDAP, ele era popular junto das massas. Depois da invasão da Polónia, e do início da Segunda Guerra Mundial, em setembro de 1939, Hitler escolheu-o para segundo na sua sucessão a seguir a Hermann Göring. Pela mesma altura, Hitler nomeou o chefe-de-estado de Hess, Martin Bormann, para seu secretário pessoal, anterior cargo de Hess.
Hess era obcecado pela sua saúde e consultava vários médicos. Quando foi detido pelos britânicos, deu-lhes uma lista com os alimentos que não podia comer. Tal como Hitler, Hess era vegetariano e não fumava nem bebia. Levava a sua própria comida para o Berghof, defendendo que era biologicamente dinâmico, mas Hitler não aprovava as suas práticas, e assim ele deixou de partilhar as refeições com o Führer.
Hess interessava-se por música, gostava de ler e adorava fazer caminhadas pelas montanhas com Ilse. Ele e o seu amigo Albrecht Haushofer partilhavam o interesse pela astrologia, e Hess também gostava da clarividência e do oculto. O seu interesse pela aviação era constante. Em 1934, Hess ganhou uma corrida aérea aos comandos de um BFW M.35 num circuito entre a montanha Zugspitze e o aeródromo de Munique, com um tempo de 29 minutos. No ano seguinte, ficou em sexto lugar entre 29 participantes numa competição semelhante. Com o início da guerra, Hess pediu a Hitler para se juntar à Luftwaffe como piloto, mas Hitler não permitiu, e deu-lhe ordem para que parasse de voar durante o conflito. Hess convenceu-o a reduzir o período de paragem para um ano.

## Missão de tentativa de paz
À medida que a guerra avançava, a atenção de Hitler estava agora direccionada para os assuntos exteriores e a condução da guerra, excluindo tudo o resto. Hess, sem estar directamente ligado àqueles assuntos, sentia-se preparado para lidar com eles, mas era cada vez mais posto à margem dos problemas da nação e da atenção de Hitler; Bormann tinha suplantado Hess com sucesso em muitas das suas funções e apoderou-se da sua posição ao lado de Hitler. Também preocupado com o facto de a Alemanha ficar a braços com uma guerra em duas frentes, pois o novo plano era a Operação Barbarossa, a invasão da União Soviética planeada para ter lugar na Primavera de 1941, Hess decidiu tentar negociar com o governo britânico indo sozinho ao Reino Unido. Pediu conselhos a Albrecht Haushofer, que sugeriu alguns potenciais contactos junto do governo britânico. Hess decidiu abordar o aviador britânico Douglas Douglas-Hamilton, o duque de Hamilton, o qual não conhecia. A pedido de Hess, Haushofer escreveu a Hamilton em setembro de 1940, mas a carta foi interceptada pelo MI5 e Hamilton só a recebeu em março de 1941. Hamilton foi escolhido na crença errada de que ele era um dos líderes de um partido da oposição contra a guerra com a Alemanha, e porque era amigo de Haushofer.
Numa carta escrita por Hess à sua esposa em 4 de novembro de 1940, ele refere que, mesmo não tendo recebido uma resposta de Hamilton, ele pretendia seguir em frente com o seu plano. Começou a treinar com o Messerschmitt Bf 110, uma aeronave bimotor de dois lugares, em outubro de 1940, com o instrutor Wilhelm Stör, o piloto-chefe de testes na Messerschmitt. Hess continuou a praticar, em particular realizando voos em zonas rurais, até encontrar uma aeronave que lhe servisse—um Bf 110E-1/N—que passou a estar de reserva para sua utilização. Pediu uma bússola de rádio, alterações ao sistema de fornecimento de oxigénio, e a instalação de tanques de combustível de longo-alcance no avião, pedidos que foram atendidos em março de 1941.
Depois de verificações finais ao estado do tempo sobre a Alemanha e no mar do Norte, Hess descolou às 17h45 do dia 10 de maio de 1941 do aeródromo de Augsburg-Haunstetten. Foi a última de várias tentativas de descolagem na sua missão; as tentativas anteriores tiveram de se canceladas ou por problemas mecânicos do avião por por más condições atmosféricas. Usando um fato de couro com o posto de capitão, levou consigo dinheiro, artigos de higiene pessoal, uma tocha, mapas e cartas de voo, e um conjunto de 28 medicamentos diferentes, tal como barras de dextrose para o ajudar a combater a fadiga e vários produtos homeopáticos.

### Voo para a Escócia
A sua rota inicial passava por Bona. Hess orientou-se por marcos terrestres para ir fazendo pequenas correcções à rota. Quando chegou à costa perto das ilhas Frísias, virou para leste durante vinte minutos para ficar fora do alcance dos radares britânicos. Dirigiu-se então para uma direcção de 335 graus para atravessar o mar do Norte, a baixa altitude inicialmente, mas efectuando a maior parte da viagem a uma altitude de 5 000 pés (1 500 m). Às 20h58, alterou o seu rumo para 245 graus, com a intenção de se aproximar da costa do Nordeste da Inglaterra perto da cidade de Bamburgh, Northumberland. Como o sol ainda não se tinha posto quando fez a aproximação à costa, Hess voltou para trás, efectuando uma rota em zigzag, para a frente e para trás durante quarenta minutos até ficar escuro. Por esta altura, os tanques auxiliares do avião estavam no fim, e Hess decidiu deitá-los ao mar. Também por esta altura, às 22h08, a estação britânica Chain Home em Ottercops Moss perto de Newcastle upon Tyne detectou a sua presença e informou o Filter Room em Bentley Priory. Ao mesmo tempo que outras estações de radar o iam detectando, a sua aeronave recebeu o código "Raid 42".

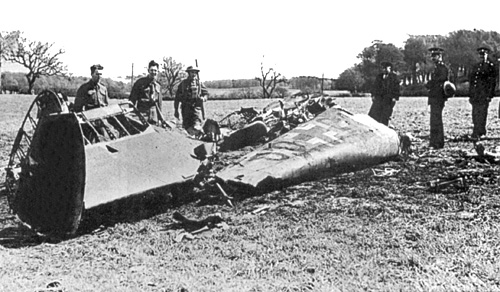
Destroços do Messerschmitt Bf 110 de Hess

Dois Spitfire do Esquadrão n.º 72, Grupo n.13 da RAF que já se encontravam em operação foram enviados para interceptar o avião de Hess, mas não conseguiram localizá-lo. Um terceiro Spitfire enviado de Acklington às 22h20, também fracassou na intercepção do Messerschmitt Bf 110; por esta altura já era noite cerrada e Hess teve de reduzir a sua altitude de tal forma que o voluntário de serviço na estação do Royal Observer Corps (ROC) em Chatton conseguiu identificá-lo como sendo uma aeronave Bf 110, e registou a sua altitude em 50 pés (15 m). Seguido por outras estações do ROC, Hess continuou o seu voo até à Escócia a alta velocidade e a baixa altitude, mas não conseguiu vislumbrar o seu destino, Dungavel House, e dirigiu-se para a costa oeste para se orientar regressando depois a terra. Às 22h35, um Boulton Paul Defiant enviado do Esquadrão n.º 141, da base de Ayr, iniciou a perseguição a Hess. A sua aeronave estava quase sem combustível, e assim decidiu subir a 6 000 pés (1 800 m) para saltar de pára-quedas, às 23h06. Ficou ferido num pé, ao sair da aeronave ou quando chegou ao chão. O Messerschmitt Bf 110 caiu às 23h09, a cerca de 12 milhas (19 km) a oeste de Dungavel House. Se não tivesse tido problemas para sair do avião, teria chegado ao seu destino. Hess considerou a sua façanha como o momento de maior orgulho da sua vida.
Antes da sua partida da Alemanha, Hess entregou ao seu assistente, Karlheinz Pintsch, uma carta endereçada a Hitler com as suas intenções de dar início a negociações de paz com os britânicos. Pintsch entregou a carta a Hitler no por volta do meio-dia do dia 11 de maio. Mas tarde, Albert Speer disse que Hitler comentou a partida de Hess como uma das piores desilusões pessoais da sua vida, pois considerou-a uma traição. Hitler ficou preocupado com o facto de seus aliados, Itália e Japão, olhassem para o acto de Hess como uma tentativa de Hitler de negociar a paz secretamente com os britânicos. Por esta razão, Hitler deu ordem à imprensa alemã para que caracterizassem Hess como um doido que tomou a decisão de voar para a Escócia por sua inteira iniciativa, sem o conhecimento ou autorização de Hitler. Alguns membros do governo, como Göring e o ministro da Propaganda Joseph Goebbels, acreditavam que esta ordem de Hitler apenas piorava a situação pois, se Hess tinha realmente problemas mentais, então nem sequer devia ter estado à frente de posições importantes do governo. Hitler destituiu Hess de todos os seus cargos governamentais, e mandou matá-lo caso regressasse à Alemanha. Aboliu o cargo de Vice do Führer, passando as funções de Hess para Bormann, com a designação de Chefe da Chancelaria do Partido. Hitler deu início à Aktion Hess, centenas de detenções de astrólogos, falsos curandeiros e ocultistas, que teve lugar no dia 9 de Junho. Esta campanha fez parte de um esforço de propaganda de Goebbels e outros para denegrir Hess e encontrar bodes-expiatórios entre os praticantes do ocultismo.
O jornalista americano H. R. Knickerbocker, que conheceu Hitler e Hess, especulou que Hitler enviou Hess para entregar uma mensagem a Winston Churchill com a futura invasão da União Soviética, e com uma proposta de negociação de paz ou até mesmo uma parceria anti-bolchevique. O líder soviético, Stalin, achava que o voo de Hess foi planeado pelos britânicos. Stalin manteve a sua crença até 1944, quando mencionou a questão com Churchill, o qual insistiu que não teve qualquer conhecimento do voo.
O livro de Peter Padfield, Hess, Hitler and Churchill (2013) explora o mistério do voo de Hess para o Reino Unido. Padfield sugere que Hess levava documentos com propostas detalhadas de Hitler para negociar a paz entre a Alemanha e o Reino Unido, com esta a tomar uma posição de neutralidade numa guerra contra a União Soviética, em troca de uma retirada da Alemanha da Europa Ocidental.

### Captura
Hess aterrou em Floors Farm, Eaglesham, a sul de Glasgow, onde foi descoberto ainda a tentar libertar-se do pára-queda por um lavrador local, David McLean. Identificando-se como "Hauptmann Alfred Horn", Hess disse que tinha uma mensagem importante para o duque de Hamilton. McLean levou Hess para a sua casa e contactou a unidade local da Home Guard, que o veio buscar e lavar para a sua sede em Busby. Seguidamente, foi transportado para o posto de polícia de Giffnock, ali chegando depois da meia-noite; foi revistado e os seus bens confiscados. Hess pediu por diversas vezes para se encontrar com o duque de Hamilton durante o interrogatório a que foi sujeito com a ajuda de um intérprete, pelo major Graham Donald, o comandante de região do Royal Observer Corps. Depois do interrogatório, Hess ficou foi levado para o Quartel de Maryhill em Glasgow, onde os seus ferimentos foram tratados. Por esta altura, alguns dos seus captores suspeitaram da verdadeira identidade de Hess, apesar de ele continuar a insistir que o seu nome era Horn.

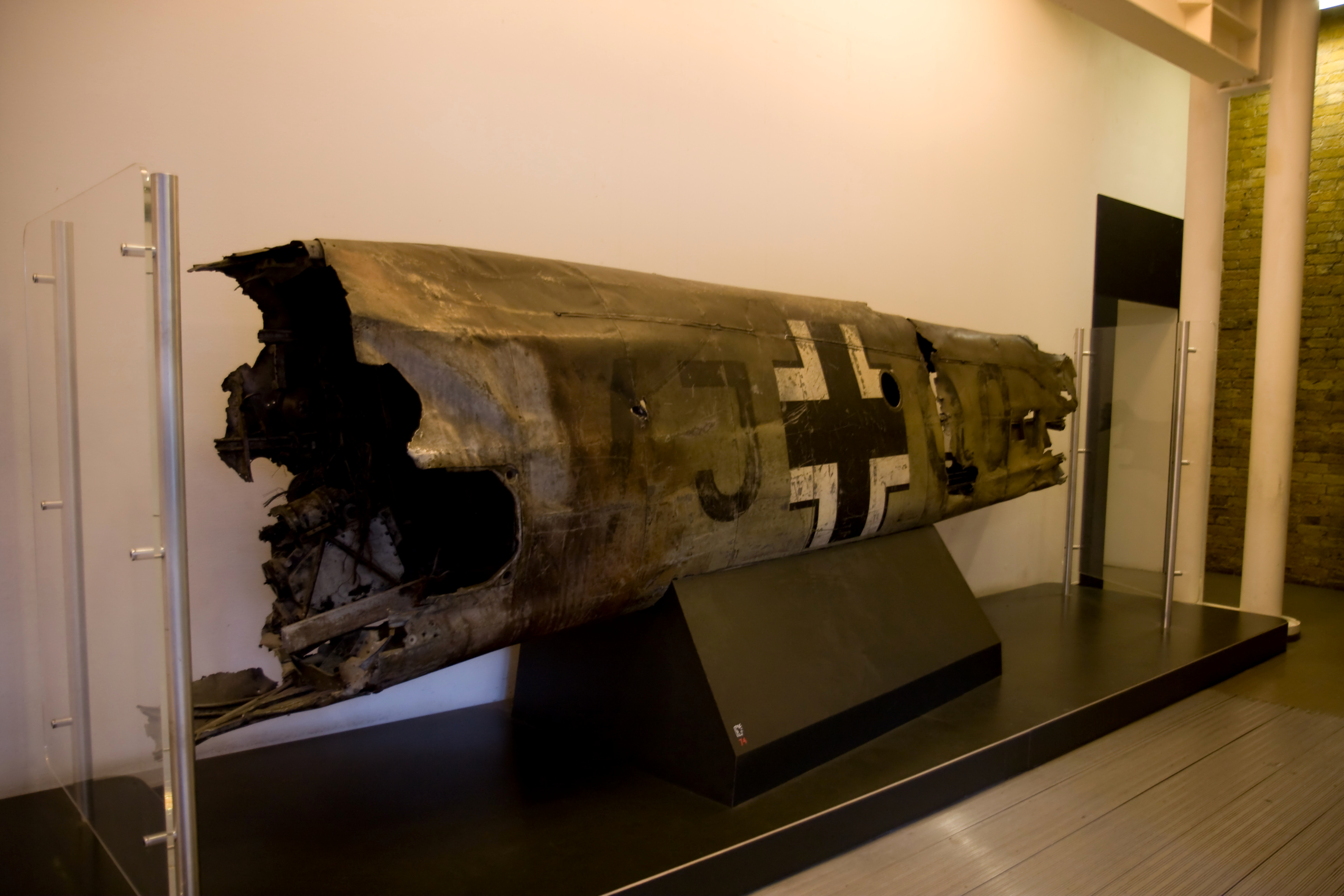
Parte da the fuselagem do Bf 110 de Hess. Imperial War Museum (2008)

Hamilton tinha estado de serviço como Wing commander em RAF Turnhouse perto de Edimburgo quando Hess chegou, e a sua estação tinha sido uma das que detectaram e seguiram o progresso do voo. O duque chegou ao quartel na manhã seguinte, e depois de examina os pertences de Hess, encontrou-se com o prisioneiro. Hess admitiu de imediato a sua verdadeira identidade e informou sobre a razão do seu voo. Hamilton disse a Hess que esperava continuar a conversa com a ajuda de um intérprete; Hess sabia falar inglês mas estava a ter dificuldade em compreender Hamilton. Depois da reunião, Hamilton analisou os destroços do Messerschmitt na companhia de um oficial de informações, depois regressou a Turnhouse, onde contactou o Foreign Office para se encontrar com o primeiro-ministro Winston Churchill, que estava em Ditchley para passar o fim-de-semana. Nessa noite, entraram em negociações preliminares, e Hamilton acompanhou Churchill a Londres no dia seguinte, onde se encontraram com membros do Gabinete de Guerra. Churchill enviou Hamilton com o especialista em assuntos exteriores, Ivone Kirkpatrick, que já se tinha encontrado com Hess anteriormente, para identificar o prisioneiro, que, entretanto, tinha sido transferido para o Castelo de Buchanan. Hess, que tinha preparado longas notas para utilizar durante a reunião, falou com eles, detalhadamente, sobre os planos de expansão de Hitler e da necessidade de o Reino Unido deixar os nazis com livre espaço de actuação na Europa, em troca de terem permissão para manter as suas possessões ultramarinas. Kirkpatrick teve mais duas reuniões com Hess nos dias seguintes, enquanto Hamilton regressou às suas funções. Hess, para além de ter ficado desiludido com o aparente fracasso da sua missão, começou a reclamar que o seu tratamento médico não era o adequado e de que havia um plano para o envenenar.
O voo de Hess, e não o seu destino ou fim, foi anunciado pela primeira vez na Alemanha pela Rádio Munique na noite de 12 de maio. Em 13 de maio, Hitler enviou o seu ministro dos Negócios Estrangeiros, Joachim von Ribbentrop, a Itália para informar pessoalmente Mussolini, e a imprensa britânica teve permissão para aceder à reunião no mesmo dia. No dia seguinte, Ilse Hess ficou a saber do destino e situação do seu marido quando as notícias sobre ele foram transmitidas na rádio alemã.
Os destroços do avião foram guardados pela Unidade de Manutenção 63 entre 11 e 16 de maio de 1941, sendo levados para Oxford para serem armazenados. A aeronave estava armada com quatro metralhadoras mas não transportava munições. Algumas peças do Messerschmitt Bf 110 sobreviveram, entre elas os dois motores, um dos quais está no Royal Air Force Museum de Londres. O outro motor e uma peça da fuselagem encontram-se no Imperial War Museum em Londres.

## Julgamento e prisão

### Prisioneiro de guerra
Do Castelo de Buchanan, Hess foi transferido temporariamente para a Torre de Londres e depois para Mytchett Place no Surrey, uma mansão fortificada, designada por "Camp Z", onde permaneceu nos 30 meses seguintes. Churchill deu instruções para que Hess fosse bem tratado, apesar de não poder ter acesso a jornais ou rádio. Três oficiais de informação ficaram no local e foram colocados 150 guardas para vigilância. No início de Junho, Hess obteve autorização para escrever à sua família. Também preparou uma carta para o duque de Hamilton, que nunca foi entregue, e os seus constantes pedidos para outras reuniões foram sempre recusados. O major Frank Foley, o especialista-chefe em assuntos alemães do MI6 e antigo Oficial Britânico de Controlo de Passaportes em Berlim, ficou responsável por elaborar um extenso e completo relatório sobre Hess, de acordo com os registos do Foreign Office enviados para o National Archives. O dr. Henry V. Dicks e o dr. John Rawlings Rees, psiquiatra que tratou Hess durante este período, verificou que, embora ele não fosse louco, era mentalmente instável, com tendência para a hipocondríase e a paranóia. Hess repetiu a sua proposta de paz a John Simon, 1.º Viscode Simon, então Lord Chancellor, numa entrevista em 9 de junho. Lorde Simon chamou a atenção que o estado mental do paciente não era dos melhores; Hess queixou-se de estar a ser envenenado e de ser impedido de dormir. Insistiu em trocar o seu jantar com um dos seus guardas, e tentou que enviassem amostras da comida para análise.
Às primeiras horas do dia 16 de junho de 1941, Hess fugiu dos seus guardas e tentou suicidar-se atirando-se das escadas em Mytchett Place. Hess caiu no chão de pedra fracturando o fémur da sua perna esquerda. A perna teve de ficar engessada e imobilizada durante doze semanas, e um adicional de outras seis antes de lhe ser autorizado andar com muletas. O capitão Munro Johnson do Corpo Médico do Exército Real, que analisou Hess, achou que ele iria tentar suicidar-se de novo. Por esta altura, Hess começou a queixar-se de amnésia. Este sintoma e alguns dos seus comportamentos cada vez mais erráticos, podem ter sido, em parte, um estratagema, porque se ele fosse declarado mentalmente doente, poderia ser repatriado sob os termos das Convenções de Genebra.
Hess foi transferido para o Hospital de Maindiff Court em 26 de junho de 1942, onde ficou durante os três anos seguintes. O local foi escolhido pelas suas condições de segurança acrescidas e pela menor necessidade de guardas. Hess podia passear a pé e de carros pela zona rural vizinha. Tinha acesso a jornais e outros meios de leitura; escrevia cartas e diários. A sua saúde mental ficou a cargo do dr. Rees. Hess continuou a queixar-se de perdas de memória e tentou um segundo suicídio em 4 de fevereiro de 1945, quando se espetou com uma faca de pão. O ferimento foi ligeiro, e apenas necessitou de levar dois pontos. Desanimado pelo rumo negativo que a Alemanha estava a ter na guerra, deixou de comer durante a semana seguinte, apenas voltando a comer quando foi ameaçado de ser alimentado à força.
A Alemanha rendeu-se incondicionalmente em 8 de maio de 1945. Hess, com acusações de crimes de guerra, recebeu ordem para comparecer no Julgamento de Nuremberga sendo transportado para Nuremberga em 10 de outubro de 1945.

### Julgamentos de Nuremberg

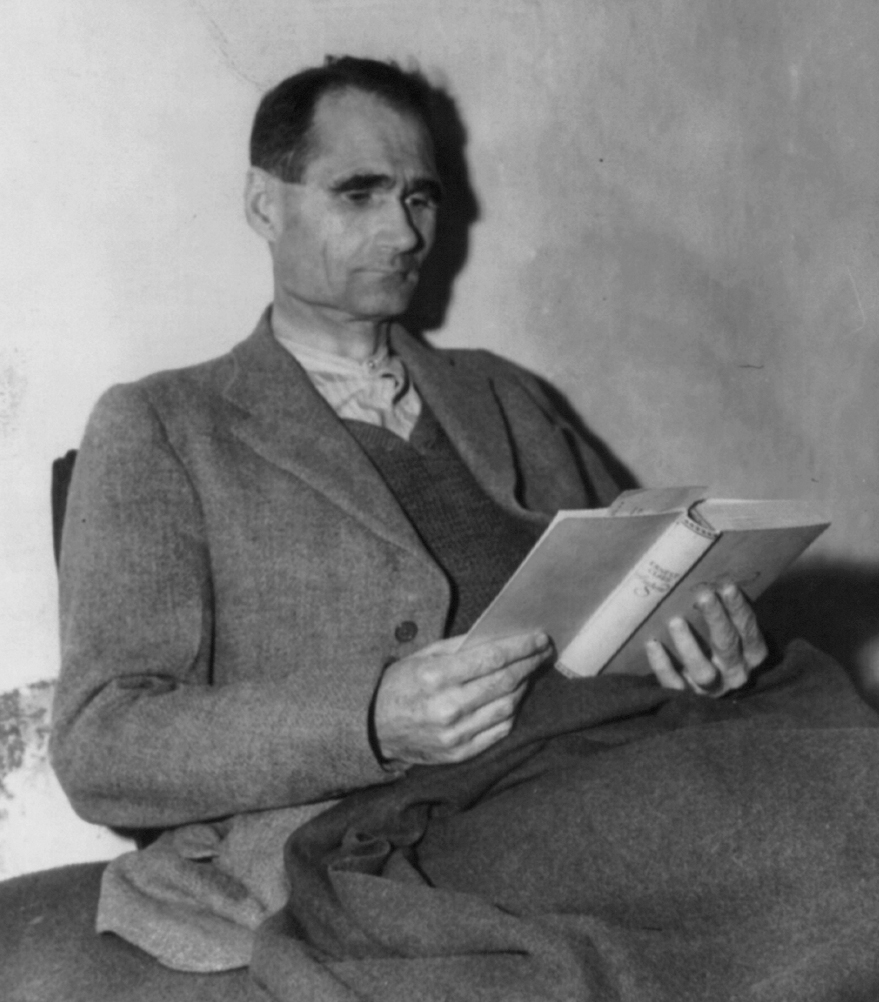
Hess na sua cela, Novembro de 1945 na Prisão de Landsberg a aguardar pelo julgamento.

Os Aliados da Segunda Guerra Mundial realizaram vários tribunais e julgamentos militares, iniciados com um julgamento dos principais criminosos de guerra, entre novembro de 1945 e outubro de 1946. Hess fez parte do grupo dos primeiros 23 julgados, todos acusados de quatro crimes—conspiração para cometer crimes, crimes contra a paz, crimes de guerra e crimes contra a humanidade.
À sua chegada a Nuremberg, Hess não queria entregar os seus pertences, incluindo pedaços de comida que ele afirmava terem sido envenenados pelos britânicos; ele tencionava usá-los como sua defesa durante o julgamento. O comandante do local, coronel Burton C. Andrus do Exército dos Estados Unidos, informou-o de que não iria receber nenhum tratamento especial; as amostras foram seladas e confiscadas. Os diários de Hess evidenciam que ele não reconhecia a legitimidade do tribunal e que o resultado final era inevitável. Quando chegou estava magro, pesando 65 quilogramas (143 lb), e com pouco apetite, mas estava determinado em ter uma boa saúde. Como um dos acusados, Robert Ley, se tinha enforcado na sua cela em 24 de outubro, os restantes prisioneiros eram vigiados constantemente. Por causa das suas anteriores tentativas de suicídio, Hess era algemado a um guarda sempre que saia da sua cela.
Pouco depois da sua chegada, Hess começou a mostrar amnésia, facto que que pode ter sido fingido com a esperança de evitar a sentença de morte. Os médicos que examinaram Hess concluíram que não era louco e estava em condições de ser julgado. Pelo menos dois dos examinadores, um médico britânico e um soviético, referiram que a amnésia de Hess seria falsa. O tribunal efectuou várias tentativas para reavivar a sua memória, como trazer à sua presença ex-secretárias e mostrar velhos documentários, mas Hess continuava sem mostrar qualquer reacção a estes estímulos. Quando Hess recebeu permissão para fazer a sua defesa no tribunal a 30 de novembro, admitiu ter fingido a falta de memória e de fazer parte de uma táctica. em 31 de agosto de 1946, falou de novo no tribunal, o último dia das alegações.
O processo de acusação a Hess ficou a cargo de Mervyn Griffith-Jones e teve início em 7 de fevereiro de 1946. Ao basear-se nos discursos de Hess, Griffith-Jones tentou demonstrar que ele tinha conhecimento, e concordava com, os planos de Hitler de conduzir uma guerra de agressão violando o direito internacional. Griffith-Jones afirmou que, como Hess tinha assinado importantes decretos governamentais, como o que determinava o serviço militar obrigatório, as leis raciais de Nuremberga, e um decreto que incorporava os territórios polacos conquistados no Reich, então também partilhava da responsabilidade dos actos do regime. Griffith-Jones salientou que a altura escolhida para a viagem de Hess à Escócia, apenas seis semanas antes da invasão alemã da UNião Soviética, só podia ser vista como uma tentativa de Hess de manter os britânicos fora da guerra. Hess acabou o julgamento mostrando, de novo, sintomas de amnésia, em fevereiro.

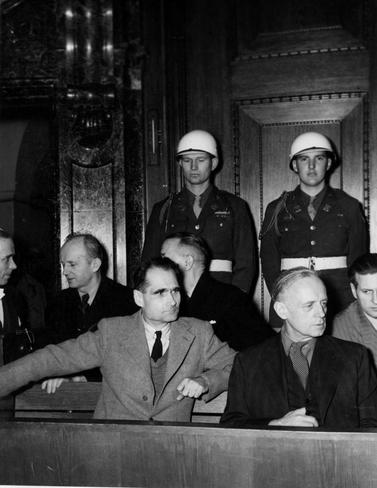
Hess (à esq.) e Joachim von Ribbentrop nos Julgamentos de Nuremberga

A defesa de Hess foi apresentada entre 22 e 26 de março pelo seu advogado, Alfred Seidl. Seidl argumentou que, embora Hess tenha aceitado a responsabilidade por muitos dos decretos que assinou, ele disse que estes assuntos faziam parte de trabalhos internos de um estado soberano e, portanto, fora da competência do tribunal de crimes de guerra. O advogado chamou a depor Ernst Wilhelm Bohle, o homem que tinha sido chefe do NSDAP/AO, para testemunhar em nome de Hess. Quando Griffith-Jones o questionou sobre as actividades de espionagem da organização em vários partidos, Bohle afirmou que qualquer actividade de espionagem em tempo de guerra são realizadas sem permissão ou conhecimento. Seidl chamou mais duas testemunhas: o ex-presidente da câmara de Estugarda, Karl Strölin, e o irmão de Hess, Alfred, ambos negando as acusações de que o NSDAP/AO tinha espiado ou fomentado a guerra. Seidl apresentou um resumo da defesa em 25 de julho, no qual tenta refutar a acusação de conspiração ao chamar a atenção que Hitler, sozinho, tinha tomado todas as decisões importantes. Acrescentou que Hess não podia ser considerado responsável por quaisquer acções efectuadas após ter saído da Alemanha em maio de 1941. Entretanto, Hess afastou-se mentalmente do que estava a decorrer, recusando visitas da sua família e não querendo ler os jornais.
O tribunal deliberou durante quase dois meses antes de redigir a sentença em 30 de setembro, com os acusados a serem sentenciados individualmente em 1 de outubro. Hess foi considerado culpado de duas acusações: crimes contra a paz (planeamento e preparação de agressões de guerra), e conspiração com outros líderes alemães para cometer crimes. Foi absolvido de crimes de guerra e crimes contra a humanidade. Foi condenado a prisão perpétua, tal como outros seis nazis presentes no julgamento. Os sete foram transportados de avião para uma prisão militar Aliada em Spandau, Berlim, em 18 de julho de 1947. O membro soviético do tribunal, major-general Iona Nikitchenko, entregou um documento onde discordava da sentença dada a Hess; ele achava que a pena de morte era a indicada.
| “ | Não me defendo de meus acusadores, aos quais nego o direito de me acusarem, a mim e aos meus compatriotas. Não me defendo das acusações que competem aos assuntos internos da Alemanha, e que nada importam aos estrangeiros. Não protesto contra as declarações que afetam a minha honra e a honra de todo povo alemão. Durante longos anos de minha vida me foi concedido viver ao lado do homem mais poderoso produzido por seu povo em sua história milenar. Mesmo se pudesse, não desejaria apagar esse tempo de minha existência.' Eu me sinto feliz por haver cumprido com o meu dever como alemão, como nacional-socialista e como fiel do Führer. Não me arrependo de coisa alguma. Se tivesse de começar tudo de novo, trabalharia da mesma forma, mesmo sabendo que ao final me aguardaria uma fogueira para a minha morte. Pouco importa o que podem fazer os homens. Comparecerei diante do Todo-Poderoso. A Ele prestarei minhas contas, e sei que me absolverá. | ” |
|   | — Rudolf Hess, perante o tribunal de Nuremberg, em 31 de agosto de 1946. |   |

### Prisão de Spandau
Spandau foi colocada sob o Conselho de Controle Aliado, o órgão de gestão responsável pela ocupação militar da Alemanha. Era composto por quatro estados membros: Reino Unido, França, Estados Unidos e União Soviética. Cada país forneceu guardas para a prisão numa rotação mensal. Depois de os presos terem passado por exames médicos—Hess recusou que lhe examinassem o corpo, e teve que ser agarrado à força—foi-lhes entregues roupas de prisioneiros e atribuído um número pelo qual seriam chamados durante a pena. Hess era o número 7. A prisão tinha uma pequena biblioteca, e os detidos podiam requisitar material de leitura adicional. Os materiais de escrita estavam limitados; cada prisioneiro tinha direito a quatro folhas de papel, por mês, para escrever cartas. Não podiam falar entre eles sem pedir autorização e tinham de trabalhar na prisão, a limpar ou a tratar do jardim. Os presos eram levados para o exterior para efectuarem uma hora de exercício diário, separados 9 m entre si. Algumas das regras foram ficando menos rígidas com o passar do tempo.

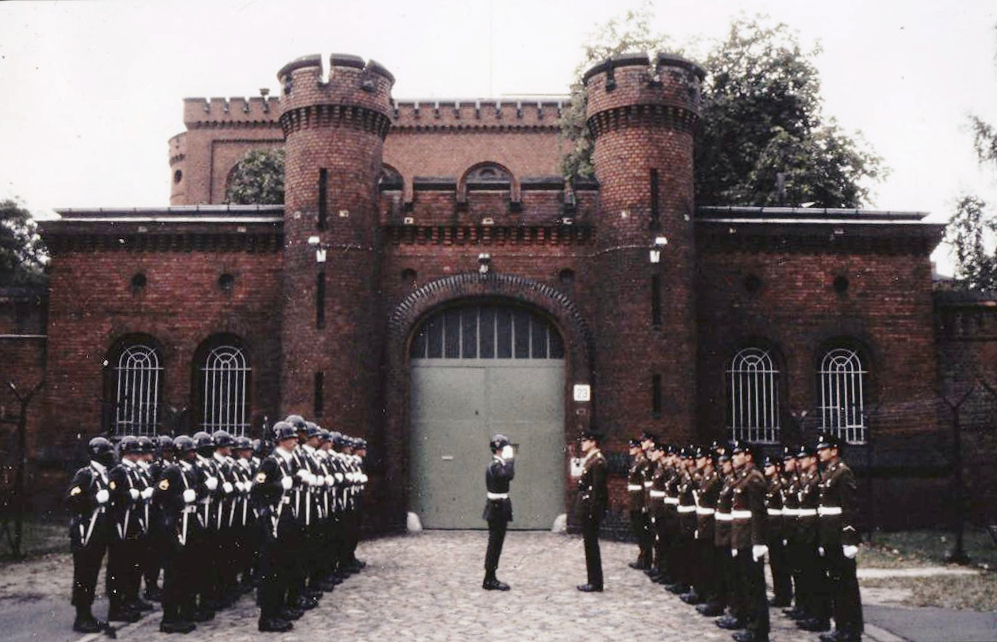
Mudança de guarda na Prisão de Spandau

As visitas a Spandau eram permitidas e limitadas a meia hora por mês, mas Hess proibiu a sua família de o visitar até dezembro de 1969, quando se tornou paciente no Hospital Militar Britânico em Berlim Ocidental devido a uma úlcera perfurada. Por esta altura, Wolf Rüdiger Hess tinha 32 anos de idade em 69; desde a partida de Hess para a Escócia, em 1941, que não o viam. Após este problema de saúde, permitiu que a sua família o visitasse regularmente. A sua nora Andrea, que costumava levar fotografias e filmes dos seus netos, tornou-se uma das visitas mais apreciadas. Os problemas de saúde mental e física de Hess foram agravando-se durante o cativeiro. Gritava de noite a queixar-se com dores de estômago. Continuava a reclamar que a sua comida estava envenenada e queixava-se de amnésia. Um psiquiatra que o examinou em 1957 achou que ele não estava assim tão doente que merecesse ser transferido para um hospital psiquiátrico. Em 1977, tentou suicidar-se de novo, mas sem sucesso.
Para além das suas estadas no hospital, Hess passou o resto da sua vida na Prisão de Spandau. Os seus colegas de prisão, Konstantin von Neurath, Walther Funk e Erich Raeder, foram libertados por causa de problemas de saúde nos anos 1950; Karl Dönitz, Baldur von Schirach e Albert Speer cumpriram a pena na sua totalidade e foram libertados: Dönitz em 1956, Schirach e Speer em 1966. A cela número 600 continuou a ser mantida por sua causa desde a saída de Speer e Schirach até à morte de Hess em 1987, com um custo estimado de 800 000 marcos alemães. As condições do seu cativeiro melhoraram ao longo do tempo; Hess tinha mais liberdade de movimentos, podia estabelecer a sua própria rotina e actividades, que incluíam televisão, filmes, leitura e jardinagem. Instalaram um elevador para que ele pudesse chegar ao jardim de forma mais fácil, e foi-lhe atribuído um médico pessoal a partir de 1982.
O seu advogado, dr. Seidl efectuou vários pedidos de libertação, logo desde 1947, mas foram sempre recusados, principalmente por causa dos constantes vetos dos soviéticos. Spandau ficava localizada em Berlim Ocidental, e a sua existência dava aos soviéticos a oportunidade de puderem ter alguma influência naquele sector da cidade. Para além disso, os oficiais soviéticos achavam que Hess tinha que saber, em 1941, do ataque iminente ao seu país. Em 1967, Wolf Rüdiger Hess iniciou uma campanha para libertar o seu pai, tendo o apoio de políticos de destaque como Geoffrey Lawrence no Reino Unido, e Willy Brandt na Alemanha, mas sem sucesso, apesar da fraca saúde do prisioneiro.

## Morte e rescaldo

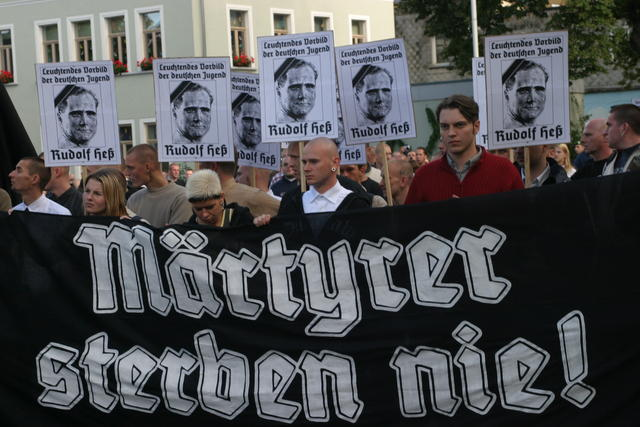
Neonazistas na marcha a Rudolf Hess, em 2004 em Wunsiedel.

Hess morreu no dia 17 de agosto de 1987, com 93 anos de idade, numa casa de Verão que tinha sido construída no jardim da prisão para servir de espaço para leitura. Ele tirou um fio de uma das lâmpadas, prendeu-o a uma das janelas e enforcou-se. Num dos seus bolsos, Hess deixou uma pequena mensagem à sua família a agradecer-lhes por tudo o que fizeram. As quatro potências emitiram uma declaração em 17 de setembro com a confirmação do suicídio. Sepultado, inicialmente, em local secreto para evitar as atenções dos meios de comunicação ou as demonstrações de simpatizantes nazis, Hess voltou a ser enterrado num local pertencente à família em Wunsiedel, em 17 de março de 1988, e a sua esposa foi sepultada a seu lado quando morreu em 1995. A Prisão de Spandau foi demolida para evitar que se tornasse num local de culto neo-nazi.
O seu advogado, Dr. Seidl, achou que Hess era demasiado frágil e velho para se ter ele próprio enforcado. Wolf Rüdiger Hess por várias vezes queixou-se de que o seu pai foi assassinado pelo Secret Intelligence Service britânico para evitar que revelasse informações sobre a má-conduta britânica durante a guerra. Abdallah Melaouhi, o assistente médico de Hess entre 1982 e 1987, foi demitido do seu cargo no Conselho de Aconselhamento de Imigração e Integração no parlamento distrital após ter escrito e editado um livro sobre uma questão semelhante. Segundo uma investigação do governo britânico em 1989, as evidências disponíveis não apoiavam o argumento de que Hess tinha sido morto, e o Procurador-Geral, Sir Nicholas Lyell mandou arquivar o processo. Além disso, os resultados da a autópsia concluíam que Hess se tinha suicidado. Um relatório emitido em 2012, voltou a levantar dúvidas sobre se Hess realmente se tinha suicidado. O historiador Peter Padfield defendeu que a nota de suicídio encontrada no seu corpo aparentava ter sido escrita quando Hess tinha sido hospitalizado em 1969.
Depois de a cidade de Wunsiedel se ter tornado local de peregrinação e de demonstrações neo-nazis por altura da morte de Hess, o conselho paroquial decidiu não prolongar o arrendamento do local da sepultura quando esta expirou em 2011. Com o consentimento da família, a sepultura de Hess foi reaberta em 20 de julho de 2011 e os seus restos mortais exumados, e cremados. As suas cinzas foram espalhadas no mar por familiares; a pedra tumular, com o epitáfio "Ich hab's gewagt" ("Ousei"), foi destruída.